# ساندرا ناتشوك
ساندرا ناتشوك (بالصربية: Сандра Наћук) مواليد 17 أغسطس 1980 في نوفي ساد، جمهورية يوغوسلافيا الاشتراكية الاتحادية، هي لاعبة كرة مضرب صربية سابقة بدأت مسيرتها كمحترفة سنة 1996 وكانت تلعب باليد اليمنى، اعتزلت اللعب في 2004. أعلى تصنيف لها في الفردي كان المركز الـ 81 في سنة 1999. أعلى تصنيف لها في الزوجي كان المركز الـ 74 في سنة 2000.

## روابط خارجية
- ساندرا ناتشوك على موقع رابطة محترفات التنس (الإنجليزية)
- ساندرا ناتشوك على موقع الاتحاد الدولي لكرة المضرب (الإنجليزية)
- ساندرا ناتشوك على موقع كأس بيلي جين كينغ (الإنجليزية)
- ساندرا ناتشوك على موقع خلاصة التنس.كوم (الإنجليزية)